# Škrlovica
Škrlovica – wieś w Słowenii, w gminie Velike Lašče. W 2018 roku liczyła 25 mieszkańców.